# Ceropegia tihamana
Ceropegia tihamana är en oleanderväxtart som beskrevs av Chaudhry och Lavranos. Ceropegia tihamana ingår i släktet Ceropegia och familjen oleanderväxter. Inga underarter finns listade i Catalogue of Life.